# جوك سوتو
جوك سوتو (بالإنجليزية: Jock Soto)‏ هو راقص باليه أمريكي، ولد في عقد 1960 في غالوب في الولايات المتحدة.

## وصلات خارجية
- جوك سوتو على موقع IMDb (الإنجليزية)